# マリア・カレルギス

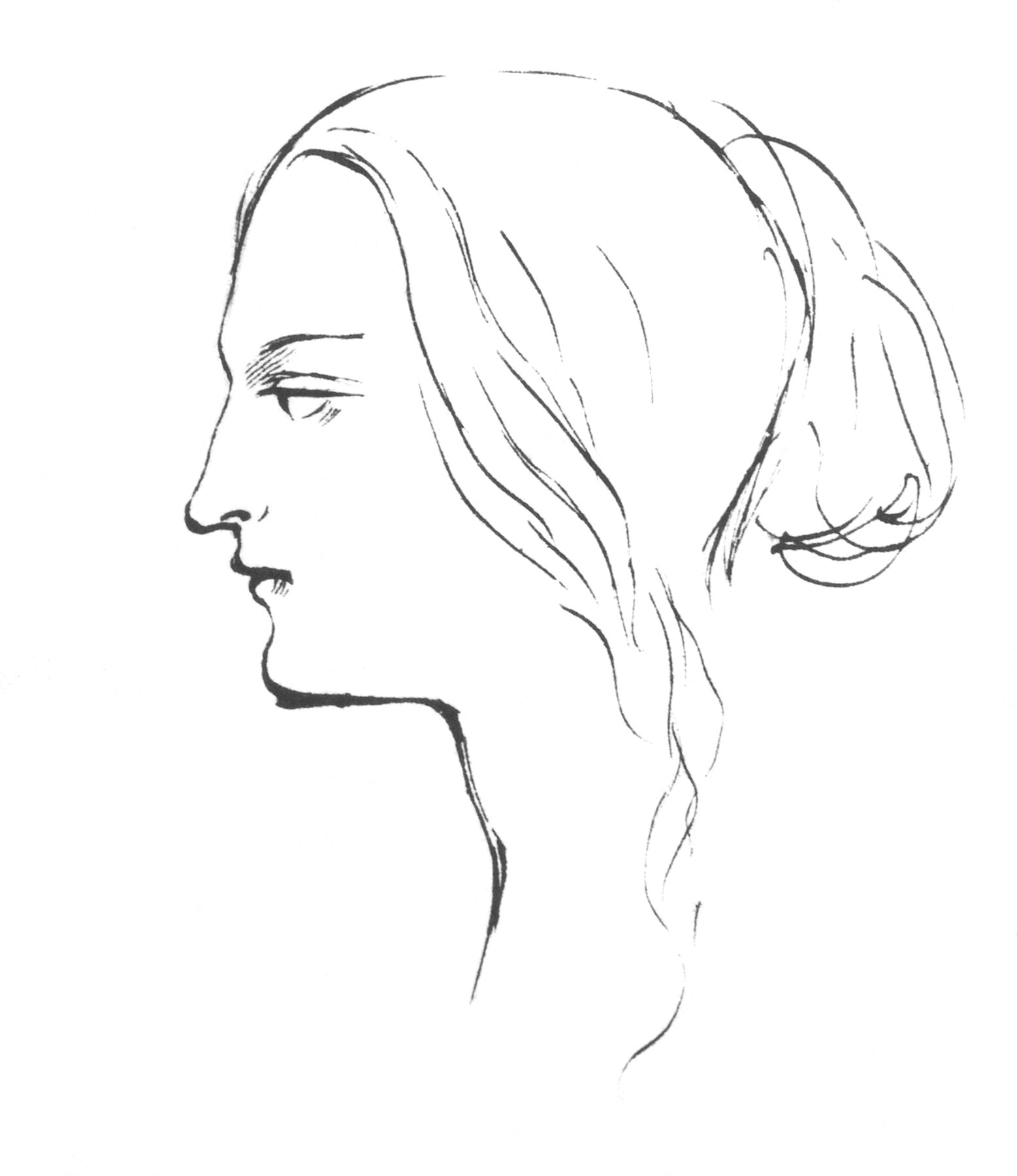
マリア・カレルギス伯爵夫人、ツィプリアン・ノルヴィトによるスケッチ、1845年

マリア・カレルギス（Maria Kalergis, 1822年8月7日 ワルシャワ - 1874年5月22日 ワルシャワ）は、ポーランドの貴族女性、ピアニスト、芸術の後援者。パリやワルシャワの社交界でその美貌をもてはやされ、多くの芸術家に慕われた。結婚前の姓名はマリア・ネッセルローデ（Maria Nesselrode）であり、またフランスではマリー・カレルギー（Marie Kalergi）の名で呼ばれた。リヒャルト・クーデンホーフ＝カレルギー伯爵の曾祖母にあたる。

## 生涯
ドイツ系貴族のフリードリヒ・カール・ネッセルローデ伯爵（Friedrich Karl Nesselrode）と、そのポーランド人の妻テクラ・ナウェンチュ＝グルスカ（Tekla Nałęcz-Górska）の間に生まれた。幼少期に両親が不仲が原因で別居したため、6歳のときにサンクトペテルブルクに住む父方の伯父カール・ロベルト・ネッセルローデ伯爵の屋敷に引き取られて養育された。伯父は1814年から1856年までロシア帝国外相を務めたロシア政界の重鎮であり、マリアはこの伯父の監督下で教育された。
マリアは音楽好きな両親から音楽的才能を受け継ぎ、短期間ピアノを教わったフレデリック・ショパンからもその才能を高く評価された。マリアは母親からポーランド語を教わったほか、フランス語（ポーランド貴族のサロンでの言語）、ドイツ語、イタリア語、ロシア語を自由に話した。
1839年、17歳のときに年の離れた大地主のヤン・カレルギス伯爵（Jan Kalergis）と結婚した。マリアは嫉妬深い年上の夫を嫌い、一人娘のマリア（1840年 - 1877年）が生まれると早々に別居した。夫妻は互いを嫌っていたが婚姻を解消することはなく、カレルギスはマリアの贅沢な生活のための費用を提供し続けた。マリアは結婚生活から解放されると、サンクトペテルブルク、ワルシャワ、パリ、バーデン＝バーデンなどのヨーロッパ諸都市を転々とする生活を始めた。
1847年にパリに移り、サロンの女主人として華やかに暮らし、フランツ・リスト、リヒャルト・ワーグナー（『トリスタンとイゾルデ』をマリアに捧げた）、アルフレッド・ド・ミュッセ、スタニスワフ・モニューシュコ、テオフィル・ゴーティエ、ハインリヒ・ハイネ（マリアを主題とした「白い象」という詩を書いた）、フレデリック・ショパンといった音楽家、文筆家たちがサロンを形成した。マリアを最も熱烈に崇拝したのは、詩人のツィプリアン・ノルヴィトであり、彼はたびたびマリアに対する恋心から自分の詩作のインスピレーションを受け、彼女を「白いセイレーン」と賞賛した。ノルヴィトはマリアに求婚したこともあるが、マリアはこれを拒んだ。
1857年にワルシャワに戻った後も芸術のパトロンとして活躍し、慈善活動のためのコンサートや演劇を主催している。マリアは1858年、モニューシュコの歌劇『ハルカ』4幕構成版のワルシャワ上演を実現させた立役者でもある。『ハルカ』の上演はワルシャワ劇場総監督のイグナツィ・アブラモヴィチ（Ignacy Abramowicz）から反対されたが、マリアの執り成しによって上演が実現したのである。マリアはワルシャワ音楽院（現在のショパン音楽アカデミー）の再建を支援するなど、ポーランドにおける音楽文化の発展にも大きな影響力をおよぼした。彼女はワルシャワに移って以後、ピアニストとして活躍することが多くなった。
1863年にカレルギス伯爵と死別すると、ポーランド副王コンスタンチン・ニコラエヴィチ大公の副官を務めていた11歳年下のロシア人青年将校セルゲイ・ムハノフ（1833年 - 1897年）と再婚した。マリアは自らの影響力によって、1868年にムハノフをワルシャワ劇場総監督の地位に就けることに成功した。マリアは1874年に亡くなり、ワルシャワ市内のポヴォンスキ墓地に葬られた。